# Rotrückenspinne

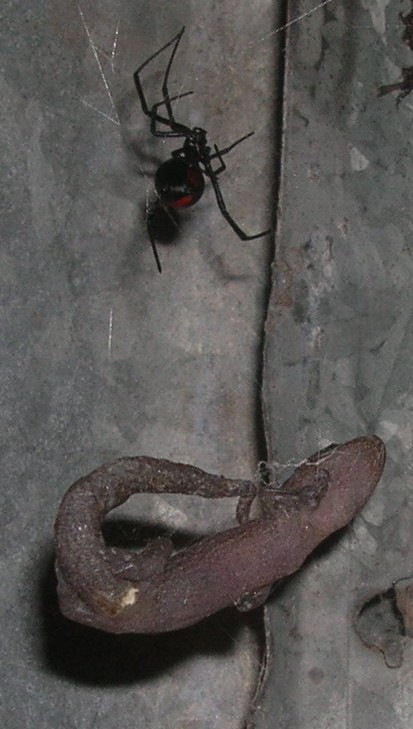
Eine weibliche Rotrückenspinne mit gefangenem Gecko

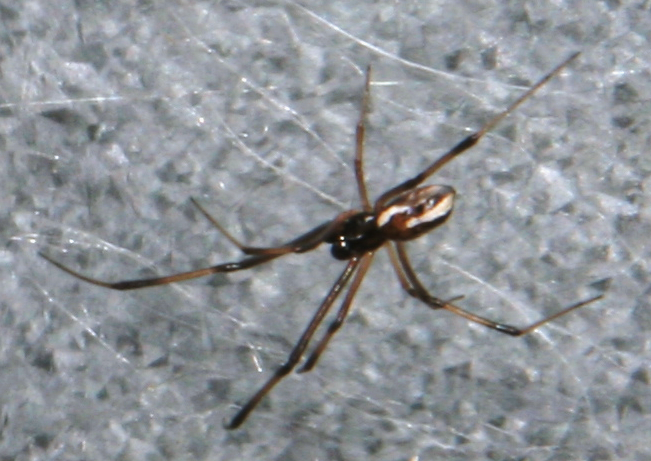
Rotrückenspinne, Männchen

Die Rotrückenspinne (Latrodectus hasselti) (englisch Redback spider) ist eine ursprünglich in Australien beheimatete Kugelspinne. Sie gehört zur Gattung der Echten Witwen. Das Artepitheton hasselti im wissenschaftlichen Namen ehrt den niederländischen Toxikologen Alexander Willem Michiel van Hasselt (1814–1902).

## Beschreibung
Das Weibchen erreicht eine Körperlänge von 10 mm, die Männchen sind mit 3 bis 4 mm deutlich kleiner. Die Beine der Weibchen sind dünn und 2 bis 3 cm lang. Die Körperfarbe der weiblichen Tiere ist schwarz, manchmal bräunlich, mit einem auffälligen orangen bis roten, manchmal unterbrochenen Streifen auf der Oberseite des runden Hinterleibes (Opisthosoma). Auf der Unterseite tragen sie eine orange bis rote, aus zwei verschmolzenen Dreiecken bestehende Zeichnung, ähnlich einer Sanduhr. Juvenile Tiere haben zusätzlich weiße Flecken. Bei den Männchen ist der oberseits liegende Streifen oft weniger ausgeprägt. Ihr Körper ist hellbraun mit weißen Flecken auf der Oberseite des Hinterleibes. Der Sanduhr-ähnliche Streifen auf der Unterseite ist blasser.

## Vorkommen
Die Rotrückenspinne ist in Australien heimisch. Durch den internationalen Handel wurde sie jedoch auch auf anderen Kontinenten als Neozoon eingeschleppt. Sie kommt, importiert, auch im Südosten Asiens und in Neuseeland vor. In Japan wurde die Art 1995 eingeschleppt. Sie konnte sich trotz intensiver Bekämpfung in Kansai, in der Nähe der Großstadt Osaka etablieren.
Auch in Belgien und Dänemark sind Exemplare der Rotrückenspinne eingeschleppt worden, sie konnten sich jedoch wegen ihrer geringen Anzahl und wahrscheinlich auch wegen der klimatischen Gegebenheiten nicht verbreiten.

## Lebensweise
Rotrückenspinnen ernähren sich üblicherweise von Insekten, aber auch Tiere wie kleine Eidechsen, die sich im Netz verfangen, können zur Beute zählen. Weibchen stehlen auch Beute aus den Netzen anderer Spinnen.
Das Weibchen nutzt ein Aminosäurederivat als Pheromon, um Männchen anzulocken. Es kann Sperma speichern und damit über einen Zeitraum von zwei Jahren Eier befruchten. Etwa 50 bis 300 Eier werden in einen Kokon eingesponnen. Die kannibalischen Jungtiere schlüpfen nach zwei bis vier Wochen. Im Labor können in 16 Wochen zehn Eikokons mit bis zu 2500 Jungtieren hervorgebracht werden. In Neuseeland ist Hybridisierung von L. hasselti mit L. katipo möglich.
Bei der Art tritt, nach einem Teil der Begattungen, post-kopulatorischer sexueller Kannibalismus auf. Die Männchen positionieren ihren Hinterleib durch einen „Begattungs-Salto“ über den Kieferklauen der Weibchen. 65 Prozent der Männchen werden während der Paarung verletzt, 12,5 Prozent sterben nach der ersten Kopulation. Männchen, die die erste Begattung überleben und sich ein zweites Mal mit dem Weibchen paaren, können ihr Sperma in beide Samentaschen abgeben und sich so erfolgreicher fortpflanzen.
Die Beteiligung des Männchens am Kannibalismus durch den Opfer-Salto bringt diesem Vorteile bei der Fortpflanzung und der Weitergabe der eigenen Gene: Kannibalisierte Männchen paaren sich länger und befruchten doppelt so viele Eier. Weibchen, die den Partner während der Kopulation gefressen haben, sind weniger geneigt, sich mit nachfolgenden Männchen noch einmal zu paaren.

## Bissunfälle und Giftigkeit
Die Art ist nicht aggressiv. Die männlichen Tiere sind ungiftig, für den Menschen gefährlich sind nur die Weibchen. Der Biss selbst ist kaum zu spüren, der darauf folgende charakteristische Abdominalschmerz wird als „unerträglich“ beschrieben. Die Hauptkomponente des Giftes, das Alpha-Latrotoxin, führt zu Krämpfen und Schmerzen. Die Symptome dauern etwa zwölf Stunden an und klingen dann ab. Lebensgefahr besteht, wenn durch die auftretenden Lähmungserscheinungen das Atemzentrum betroffen ist.
Seit Beginn der Aufzeichnungen in Australien geschahen nur 13 nachgewiesene tödliche Bissunfälle mit L. hasselti, während insgesamt geschätzt wird, dass 5.000 bis 10.000 Bissunfälle mit allen Arten der Gattung Latrodectus auf dem Kontinent passiert sind. Bisse der Rotrückenspinne sind die häufigste Ursache für die Verabreichung von Antivenom in Australien (300- bis 400-mal im Jahr).